# Armenien ved sommer-OL 2024
Armenien deltog i sommer-OL 2024 i Paris, Frankrig i perioden 26. juli til 11. august 2024.
Udøvere for Armenien vandt totalt fire medaljer.

## Medaljer
| 2024 Paris | Guld | Sølv | Bronze | Total |
| Armenien   | 0    | 3    | 1      | 4     |

### Medaljevinderne
| Algeriet under sommer-OL 2024 i Paris | Algeriet under sommer-OL 2024 i Paris | Algeriet under sommer-OL 2024 i Paris | Algeriet under sommer-OL 2024 i Paris      | Algeriet under sommer-OL 2024 i Paris |
| Medalje                               | Navn                                  | Sport                                 | Event                                      | Dato                                  |
| ------------------------------------- | ------------------------------------- | ------------------------------------- | ------------------------------------------ | ------------------------------------- |
| Sølv                                  | Artur Davtyan                         | Gymnastik                             | Mændenes spring over hest                  | 4. august                             |
| Sølv                                  | Artur Aleksanyan                      | Brydning                              | Mændenes 97 kg-klassen, græsk-romersk stil | 7. august                             |
| Sølv                                  | Varazdat Lalayan                      | Vægtløftning                          | Men's +102 kg                              | 11. august                            |
| Bronze                                | Malkhas Amoyan                        | Brydning                              | Mændenes 77 kg-klasse, græsk-romersk stil  | 7. august                             |